# 1,2-dimetossietano
1,2-dimetossietano, spesso noto più semplicemente come DME o come dimetossietano, è un etere liquido incolore utilizzato come solvente aprotico.

## Sintesi
Il dimetossietano può essere prodotto tramite diversi metodi:
- tramite reazione di Williamson, facendo reagire il sale sodico del 2-metossietanolo con clorometano:

2 CH3OCH2CH2OH + 2 Na → 2 CH3OCH2CH2ONa + H2↑
CH3OCH2CH2ONa + CH3Cl → CH3OCH2CH2OCH3 + NaCl;
- tramite alchilazione del 2-metossietanolo con dimetilsolfato;
- attraverso la scissione dell'ossido di etilene in presenza di etere dimetilico. Questa reazione è catalizzata da acidi di Lewis (per esempio trifluoruro di boro o il suo complesso con etere dimetilico). Questo metodo non è particolarmente selettivo e produce dei sottoprodotti. La miscela di reazione è separata tramite distillazione.

## Usi
Il dimetossietano è spesso utilizzato come alternativa a maggior punto di ebollizione rispetto ad altri solventi quali l'etere dietilico e il tetraidrofurano. Forma chelati con i cationi e si comporta da ligando bidentato. Viene utilizzato spesso in chimica organica per le sostituzioni nucleofile e in chimica metallorganica in reazioni come quelle con i reattivi di Grignard, riduzioni con idruro, e reazioni catalizzate da palladio come la condensazione di Suzuki e la reazione di Stille. Il dimetossietano è anche un buon solvente per oligo e polisaccaridi.
È utilizzato come componente a bassa viscosità nelle batterie al litio.